# Etta James
Etta James (ur. jako Jamesetta Hawkins 25 stycznia 1938 w Los Angeles, zm. 20 stycznia 2012 w Riverside) – amerykańska wokalistka pochodzenia włosko-afroamerykańskiego, przedstawicielka bluesa, wczesnego rhythm and bluesa i soulu. Wykonywała także utwory gospelowe, z pogranicza rock and rolla i jazzu.
Rozpoczęła swoją karierę w połowie lat 50. XX wieku, zdobywając popularność takimi hitami, jak "The Wallflower", "At Last", "Tell Mama", "Something’s Got a Hold on Me" i "I’d Rather Go Blind". Przez lata zmagała się z uzależnieniem od heroiny i alkoholu, przemocą i problemami z prawem, zanim w późnych latach 80. powróciła do kariery muzycznej.
Energiczny i surowy głos wokalistki stał się jej znakiem rozpoznawczym, a sama artystka była inspiracją dla legend muzyki kolejnych pokoleń, takich jak Janis Joplin, Diana Ross, czy Tina Turner. James zdobyła sześć nagród Grammy, a w 1993 włączono ją do grona Rock and Roll Hall of Fame.
Magazyn Rolling Stone umieścił James na 22. miejscu listy stu najlepszych wokalistów i na 62. miejscu rankingu artystów wszech czasów, ale w 2011 usunięto ją z drugiego zestawienia w jego ponownym wydaniu.

## Życiorys
Jej matka, prostytutka Dorothy Hawkins, urodziła ją w wieku 14 lat. Etta nigdy nie poznała swojego biologicznego ojca, będąc wychowywana przez rodzinę i przyjaciół matki. Mimo to uwierzyła, że Rudolph Wanderone (znany jako "Minnesota Fats"), którego odnalazła dopiero w 1987, jest jej prawdziwym tatą. Później okazało się to prawdą.
Jak większość ówczesnych gwiazd muzycznych, Etta rozwijała się muzycznie w kościelnych chórach gospel. W wieku 15 lat została odkryta przez producenta muzycznego, Johnny’ego Otisa, gdy przebywała w San Francisco. Wkrótce zaczęła nagrywać pierwsze single. Została uznana za pionierkę wykonywanych przez siebie gatunków, do tego stopnia, że okrzyknięto ją "Matką R&B".
Jej bogate, pełne skandali życie, stało się wzorcem do naśladowania dla wielu późniejszych artystów rockowych. W swojej autobiografii przyznała, że dla zdobycia pieniędzy na heroinę ukradła i sprzedała wszystkie instrumenty swojego zespołu. Nałóg zwalczyła dopiero w latach 80. XX wieku, mając około 50 lat. Przez długie lata zmagała się także z nadwagą, której częściowo pozbyła się chirurgicznie w latach 90.
W styczniu 2011 roku zdiagnozowano u niej białaczkę. W ciągu dalszych miesięcy była hospitalizowana i wykryto u niej więcej chorób. Przed śmiercią zdołała jeszcze wydać swój ostatni album, The Dreamer. Zmarła 20 stycznia 2012 roku w szpitalu w Riverside w Kalifornii.

## Dyskografia

### Albumy studyjne
| Rok  | Szczegóły                                                                                |
| ---- | ---------------------------------------------------------------------------------------- |
| 1960 | At Last! - Wydany: 1960 - Wytwórnia: Argo Records                                        |
| 1961 | The Second Time Around - Wydany: 1961 - Wytwórnia: Argo Records                          |
| 1962 | Etta James - Wydany: 1962 - Wytwórnia: Argo Records                                      |
| 1962 | Etta James Sings for Lovers - Wydany: 1962 - Wytwórnia: Argo Records                     |
| 1963 | Etta James Top Ten - Wydany: 1963 - Wytwórnia: Argo Records                              |
| 1965 | The Queen of Soul - Wydany: 1965 - Wytwórnia: Argo Records                               |
| 1966 | Call My Name - Wydany: 1966 - Wytwórnia: Cadet Records                                   |
| 1968 | Tell Mama - Wydany: 21 sierpnia 1968 - Wytwórnia: Cadet Records                          |
| 1970 | Etta James Sings Funk - Wydany: 1970 - Wytwórnia: Cadet Records                          |
| 1971 | Losers Weepers - Wydany: 1971 - Wytwórnia: Cadet Records                                 |
| 1973 | Etta James - Wydany: 1973 - Wytwórnia: Chess Records                                     |
| 1974 | Come a Little Closer - Wydany: 1974 - Wytwórnia: Chess Records                           |
| 1976 | Etta Is Betta Than Evvah! - Wydany: 1976 - Wytwórnia: Chess Records                      |
| 1978 | Deep in the Night - Wydany: 1978 - Wytwórnia: Warner Records                             |
| 1980 | Changes - Wydany: 1980 - Wytwórnia: MCA Records                                          |
| 1989 | Seven Year Itch - Wydany: 1989 - Wytwórnia: Island Records                               |
| 1990 | Stickin’ to My Guns - Wydany: 1990 - Wytwórnia: Island Records                           |
| 1992 | The Right Time - Wydany: 1992 - Wytwórnia: Elektra Records                               |
| 1994 | Mystery Lady: Songs of Billie Holiday - Wydany: 15 marca 1994 - Wytwórnia: Private Music |
| 1995 | Time After Time - Wydany: 9 maja 1995 - Wytwórnia: Private Music                         |
| 1997 | Love’s Been Rough on Me - Wydany: 29 kwietnia 1997 - Wytwórnia: Private Music            |
| 1998 | Life, Love & the Blues - Wydany: 30 czerwca 1998 - Wytwórnia: Private Music              |
| 1998 | 12 Songs of Christmas - Wydany: 13 października 1998 - Wytwórnia: Private Music          |
| 1999 | Heart of a Woman - Wydany: 29 czerwca 1999 - Wytwórnia: Private Music                    |
| 2000 | Matriarch of the Blues - Wydany: 12 grudnia 2000 - Wytwórnia: Private Music              |
| 2001 | Blue Gardenia - Wydany: 21 sierpnia 2001 - Wytwórnia: Private Music                      |
| 2003 | Let’s Roll - Wydany: 6 maja 2003 - Wytwórnia: Private Music                              |
| 2004 | Blues to the Bone - Wydany: 8 czerwca 2004 - Wytwórnia: RCA Victor Records               |
| 2006 | All the Way - Wydany: 14 maja 2006 - Wytwórnia: RCA Victor                               |
| 2011 | The Dreamer - Wydany: 8 listopada 2011 - Wytwórnia: Verve Forecast Records               |